# Kanton Verdun-sur-Garonne
Kanton Verdun-sur-Garonne is een kanton van het Franse departement Tarn-et-Garonne. Kanton Verdun-sur-Garonne maakt deel uit van het arrondissement Montauban en telde 20.884 inwoners in 2020.

## Gemeenten
Het kanton Verdun-sur-Garonne omvatte tot 2014 de volgende 9 gemeenten:
- Aucamville
- Beaupuy
- Bouillac
- Bourret
- Comberouger
- Mas-Grenier
- Saint-Sardos
- Savenès
- Verdun-sur-Garonne (hoofdplaats)

Na de herindeling van de kantons bij decreet van 27 februari 2014, met uitwerking op 22 maart 2015, omvat het de volgende 13 gemeenten:
- Aucamville
- Beaupuy
- Bouillac
- Campsas
- Canals
- Dieupentale
- Fabas
- Grisolles
- Mas-Grenier
- Pompignan
- Saint-Sardos
- Savenès
- Verdun-sur-Garonne (hoofdplaats)